# Borolia apparata
Borolia apparata là một loài bướm đêm trong họ Noctuidae.